# The Adventures of Dollie
The Adventures of Dollie é um filme mudo de curta metragem estadunidense, do gênero dramático, lançado em 1908, dirigido por D. W. Griffith. Este é o filme de estreia de Griffith como diretor. Uma cópia do filme sobrevive no arquivo da Biblioteca do Congresso. O filme conta a história de uma jovem que, depois de ter sido sequestrada por um vendedor ambulante cigano, acaba presa em um barril, uma vez que flutua rio abaixo em direção a uma cachoeira.

## Elenco
- Arthur V. Johnson
- Linda Arvidson
- Gladys Egan
- Charles Inslee
- Madeline West
- Mrs. George Gebhardt